# Alessandria della Rocca
Alessandria della Rocca es una comuna siciliana, en la Provincia de Agrigento.

## Evolución demográfica
| Gráfica de evolución demográfica de Alessandria della Rocca entre 1861 y 2001 |
|                                                                               |
| Fuente ISTAT - elaboración gráfica de Wikipedia                               |

- Datos: Q430988
- Multimedia: Alessandria della Rocca / Q430988

1. ↑  Worldpostalcodes.org, código postal n.º 92010.
2. ↑  «Codici Catastali». Comuni-italiani.it (en italiano). Consultado el 29 de abril de 2017.